# Richtenberg
Richtenberg est une ville de l'arrondissement de Poméranie-Occidentale-Rügen, dans la région de Poméranie occidentale, dans le Land de Mecklembourg-Poméranie-Occidentale en Allemagne.

## Histoire
Richtenberg est mentionnée pour la première fois dans un document officiel le 8 novembre 1231.

## Personnalités liées à la commune
- Gert Prokop (1932-1994), écrivain né à Richtenberg.